# Мезо-сполука

Мезо-сполука. Приклади.

Ме́зо-сполу́ка (рос. мезо-соединение, англ. meso-compound) — ахіральний член ряду діастереоізомерів, в який можуть входи-ти один чи кілька хіральних членів. Тобто це діастереоізомер, що має пару(або більше) симетрично розташованих центрів хіральності з протилежною конфігурацією, внаслідок чого одна половина є дзеркальним відбитком другої і тому в цілому молекула є оптично неактивною внаслідок внутрішньої компенсації знака обертання. Пр., з різних структур 1 — 3 (див. рис. праворуч).